# Estigma
|  | Per a altres significats vegeu Estigma (desambiguació) |

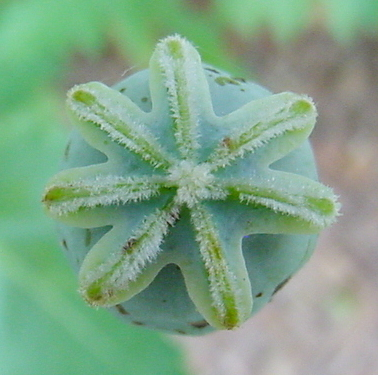
Estigma estrellat de Papaver somniferum

L'estigma d'una flor és la part superior i receptiva d'un pistil, la part del gineceu que rep el pol·len durant la pol·linització, pot ser humit o sec. Aquesta paraula deriva del grec on significa "marca".
La forma de l'estigma afavoreix que el pol·len transportat pel vent o els insectes resti a sobre del pistil en presentar una major superfície, com en el cas de l'estigma bilobulat.
L'estigma, estil, ovari i òvul es coneixen col·lectivament com carpel o parts femenines d'una flor.
Algunes espècies vegetals secreten i reuneixen en l'estigma substàncies ensucrades que faciliten el creixement i la germinació del tub pol·línic.